# PSR J2007+2722
PSR J2007+2722 – odosobniony pulsar rotujący z częstością 40,8 Hz, znajdujący się w gwiazdozbiorze Liska w odległości 17 300 lat świetlnych liczonej na płaszczyźnie Galaktyki. Najprawdopodobniej należy do rzadkiej grupy obiektów określanych (ang.) Disrupted Recycled Pulsar (DRP). Odkrycia dokonano w 2010 roku, posługując się metodą obliczeń rozproszonych w projekcie Einstein@Home na podstawie danych zebranych przez radioteleskop Arecibo.